# SK Arild
Le Sportsklubben  Arild est un club omnisports situé à Arild en Norvège. Il est notamment connu pour sa section de handball.

## Palmarès
- Championnat de Norvège de handball à onze en extérieur (4) : 1939, 1949, 1950 et 1951
- Championnat de Norvège de handball à sept en salle (2) : 1958, 1964